# Jarnosse
Jarnosse – miejscowość i gmina we Francji, w regionie Owernia-Rodan-Alpy, w departamencie Loara.
Według danych na rok 1990 gminę zamieszkiwało 371 osób, a gęstość zaludnienia wynosiła 31 osób/km² (wśród 2880 gmin regionu Rodan-Alpy Jarnosse plasuje się na 1261. miejscu pod względem liczby ludności, natomiast pod względem powierzchni na miejscu 981.).